# Georg Meier (kierowca wyścigowy)
Georg Meier (ur. 9 listopada 1910 roku w Mühldorf am Inn, zm. 19 lutego 1999 roku w Monachium) – niemiecki kierowca wyścigowy i motocyklowy.

## Kariera
W swojej karierze wyścigowej Meier poświęcił się startom w wyścigach Grand Prix oraz w wyścigach motocyklowych. W 1939 roku Niemiec był klasyfikowany w Mistrzostwach Europy AIACR. Korzystał z samochodu skonstruowanego przez Auto Union. W Grand Prix Francji stanął na drugim stopniu podium. Z dorobkiem 22 punktów uplasował się na ósmej pozycji w klasyfikacji generalnej
W wyścigach motocyklowych do największych sukcesów Meiera należy zaliczyć tytuł Motocyklowego Mistrza Europy w klasie 500 cm3 w 1938 roku oraz tytuł Motocyklowego Mistrza Niemiec w tym samym roku. W 1939 roku odniósł zwycięstwo w wyścigu Senior Isle of Man TT w klasie 500 cm3. Również po wojnie wiódł prym w Niemczech zdobywając sześć tytułów mistrzowskich w latach 1947-1953.